# Sopuruchukwu Onyemaechi
Sopuruchukwu Bruno Onyemaechi (Owerri, 3 aprile 1999) è un calciatore nigeriano, centrocampista dell'Olympiacos e della nazionale nigeriana.

## Carriera

### Club
Dopo aver giocato nel settore giovanile dei norvegesi del Lillestrøm, nel 2018 viene acquistato dai portoghesi del Feirense, che lo aggregano alle proprie giovanili. Nel 2020, viene girato in prestito al Vila Real, formazione militante nella terza divisione lusitana. Rientrato alla base, il 14 agosto 2021 ha esordito con il Feirense, in occasione dell'incontro di Segunda Liga vinto per 0-1 contro il Mafra. L'11 settembre successivo, ha anche realizzato la sua prima rete con la squadra e in campionato, siglando il gol della vittoria contro l'Académica.
Il 17 agosto 2022, dopo due presenze in campionato, viene prestato al Boavista. Il 27 agosto successivo ha esordito nella Primeira Liga, disputando l'incontro perso per 0-3 contro il Benfica.

### Nazionale
Il 10 settembre 2023 esordisce in nazionale maggiore nel successo per 6-0 contro São Tomé e Príncipe.

## Statistiche

### Presenze e reti nei club
Statistiche aggiornate al 4 gennaio 2025.
| Stagione        | Squadra         | Campionato      | Campionato | Campionato | Coppe nazionali | Coppe nazionali | Coppe nazionali | Coppe continentali | Coppe continentali | Coppe continentali | Altre coppe | Altre coppe | Altre coppe | Totale | Totale |
| Stagione        | Squadra         | Comp            | Pres       | Reti       | Comp            | Pres            | Reti            | Comp               | Pres               | Reti               | Comp        | Pres        | Reti        | Pres   | Reti   |
| --------------- | --------------- | --------------- | ---------- | ---------- | --------------- | --------------- | --------------- | ------------------ | ------------------ | ------------------ | ----------- | ----------- | ----------- | ------ | ------ |
| 2020-2021       | Vila Real       | CdP             | 16         | 1          | CP              | 0               | 0               | -                  | -                  | -                  | -           | -           | -           | 16     | 1      |
| 2021-2022       | Feirense        | LdH             | 27         | 2          | CP+CdL          | 2+0             | 0+0             | -                  | -                  | -                  | -           | -           | -           | 29     | 2      |
| ago. 2022       | Feirense        | LdH             | 2          | 0          | CP+CdL          | -               | -               | -                  | -                  | -                  | -           | -           | -           | 2      | 0      |
| Totale Feirense | Totale Feirense | Totale Feirense | 29         | 2          |                 | 2               | 0               |                    | -                  | -                  |             | -           | -           | 31     | 2      |
| 2022-2023       | Boavista        | PL              | 29         | 1          | CP+CdL          | 1+3             | 0+1             | -                  | -                  | -                  | -           | -           | -           | 33     | 2      |
| 2023-2024       | Boavista        | PL              | 24         | 0          | CP+CdL          | 2+0             | 0+0             | -                  | -                  | -                  | -           | -           | -           | 26     | 0      |
| 2024-2025       | Boavista        | PL              | 17         | 2          | CP+CdL          | 0+0             | 0+0             | -                  | -                  | -                  | -           | -           | -           | 17     | 2      |
| Totale Boavista | Totale Boavista | Totale Boavista | 70         | 3          |                 | 6               | 1               |                    | -                  | -                  |             | -           | -           | 76     | 4      |
| Totale carriera | Totale carriera | Totale carriera | 115        | 6          |                 | 8               | 1               |                    | -                  | -                  |             | -           | -           | 123    | 7      |

### Cronologia presenze e reti in nazionale
| Cronologia completa delle presenze e delle reti in nazionale ― Nigeria | Cronologia completa delle presenze e delle reti in nazionale ― Nigeria | Cronologia completa delle presenze e delle reti in nazionale ― Nigeria | Cronologia completa delle presenze e delle reti in nazionale ― Nigeria | Cronologia completa delle presenze e delle reti in nazionale ― Nigeria | Cronologia completa delle presenze e delle reti in nazionale ― Nigeria | Cronologia completa delle presenze e delle reti in nazionale ― Nigeria | Cronologia completa delle presenze e delle reti in nazionale ― Nigeria |
| Data                                                                   | Città                                                                  | In casa                                                                | Risultato                                                              | Ospiti                                                                 | Competizione                                                           | Reti                                                                   | Note                                                                   |
| ---------------------------------------------------------------------- | ---------------------------------------------------------------------- | ---------------------------------------------------------------------- | ---------------------------------------------------------------------- | ---------------------------------------------------------------------- | ---------------------------------------------------------------------- | ---------------------------------------------------------------------- | ---------------------------------------------------------------------- |
| 10-9-2023                                                              | Uyo                                                                    | Nigeria                                                                | 6 – 0                                                                  | São Tomé e Príncipe                                                    | Qual. Coppa d'Africa 2023                                              | -                                                                      |                                                                        |
| 13-10-2023                                                             | Portimão                                                               | Arabia Saudita                                                         | 2 – 2                                                                  | Nigeria                                                                | Amichevole                                                             | -                                                                      |                                                                        |
| 16-10-2023                                                             | Albufeira                                                              | Mozambico                                                              | 2 – 3                                                                  | Nigeria                                                                | Amichevole                                                             | -                                                                      |                                                                        |
| 16-11-2023                                                             | Uyo                                                                    | Nigeria                                                                | 1 – 1                                                                  | Lesotho                                                                | Qual. Mondiali 2026                                                    | -                                                                      | 73’                                                                    |
| 19-11-2023                                                             | Butare                                                                 | Zimbabwe                                                               | 1 – 1                                                                  | Nigeria                                                                | Qual. Mondiali 2026                                                    | -                                                                      | 85’                                                                    |
| 22-3-2024                                                              | Marrakech                                                              | Ghana                                                                  | 1 – 2                                                                  | Nigeria                                                                | Amichevole                                                             | -                                                                      | 20’ 85’                                                                |
| 7-9-2024                                                               | Uyo                                                                    | Nigeria                                                                | 3 – 0                                                                  | Benin                                                                  | Qual. Coppa d'Africa 2025                                              | -                                                                      |                                                                        |
| 10-9-2024                                                              | Kigali                                                                 | Ruanda                                                                 | 0 – 0                                                                  | Nigeria                                                                | Qual. Coppa d'Africa 2025                                              | -                                                                      |                                                                        |
| 11-10-2024                                                             | Uyo                                                                    | Nigeria                                                                | 1 – 0                                                                  | Libia                                                                  | Qual. Coppa d'Africa 2025                                              | -                                                                      |                                                                        |
| 14-11-2024                                                             | Abidjan                                                                | Benin                                                                  | 1 – 1                                                                  | Nigeria                                                                | Qual. Coppa d'Africa 2025                                              | -                                                                      |                                                                        |
| 18-11-2024                                                             | Uyo                                                                    | Nigeria                                                                | 1 – 2                                                                  | Ruanda                                                                 | Qual. Coppa d'Africa 2025                                              | -                                                                      |                                                                        |
| 21-3-2025                                                              | Kigali                                                                 | Ruanda                                                                 | 0 – 2                                                                  | Nigeria                                                                | Qual. Mondiali 2026                                                    | -                                                                      | 67’                                                                    |
| 28-5-2025                                                              | Brentford                                                              | Ghana                                                                  | 1 – 2                                                                  | Nigeria                                                                | Amichevole                                                             | -                                                                      |                                                                        |
| 31-5-2025                                                              | Brentford                                                              | Giamaica                                                               | 2 – 2 (4 – 5 dtr)                                                      | Nigeria                                                                | Amichevole                                                             | -                                                                      | 83’                                                                    |
| 6-6-2025                                                               | Mosca                                                                  | Russia                                                                 | 1 – 1                                                                  | Nigeria                                                                | Amichevole                                                             | -                                                                      | 55’                                                                    |
| Totale                                                                 |                                                                        | Presenze                                                               | 15                                                                     |                                                                        | Reti                                                                   | 0                                                                      |                                                                        |

## Palmarès

### Club

#### Competizioni nazionali
- Campionato greco: 1

Olympiacos: 2024-2025
- Coppa di Grecia: 1

Olympiacos: 2024-2025